# District de Leibnitz
Pour les articles homonymes, voir Leibnitz (homonymie).
Le district de Leibnitz est une subdivision territoriale du land de Styrie en Autriche.

## Géographie

### Lieux administratifs voisins
|                              | District de Graz-Umgebung | District de Feldbach    |
| District de Deutschlandsberg |                           | District de Radkersburg |
|                              | Slovénie                  |                         |

## Communes
Le district de Leibnitz est subdivisé en 29 communes :
- Allerheiligen bei Wildon
- Arnfels
- Ehrenhausen an der Weinstraße
- Empersdorf
- Gabersdorf
- Gamlitz
- Gleinstätten
- Gralla
- Grossklein
- Heiligenkreuz am Waasen
- Heimschuh
- Hengsberg
- Kitzeck im Sausal
- Lang
- Lebring-Sankt Margarethen
- Leibnitz
- Leutschach an der Weinstraße
- Oberhaag
- Ragnitz
- Sankt Andrä-Höch
- Sankt Georgen an der Stiefing
- Sankt Johann im Saggautal
- Sankt Nikolai im Sausal
- Sankt Veit in der Südsteiermark
- Schwarzautal
- Strass in Steiermark
- Tillmitsch
- Wagna
- Wildon